# Zhoukou
Zhoukou (xinès: 周口; pinyin: Zhōukǒu; Wade–Giles: Chou-k'ou; postal: Chowkow) és una ciutat a nivell de prefectura a l'est de la província de Henan, a la República Popular de la Xina. Limita amb Zhumadian al sud-oest, Xuchang i Luohe a l'oest, Kaifeng al nord-oest, Shangqiu al nord-est i la província d'Anhui a tots els altres costats. Segons el cens del 2020, la seva població era de 9.026.015 habitants. Tanmateix, segons l'estimació de 2018, 1.601.300 vivien a la àrea urbanitzada composta pel districte de Chuanhui i la part nord del comtat de Shangshui.